# Guðmundur Bjálfason
Guðmundur Bjálfason (m. 1197) fue un abad del Monasterio de Þykkvabær, Islandia, en el siglo XII. Fue segundo en el cargo, compartiendo la responsabilidad con Þorlákur Helgi Þórhallsson. Þorlákur, como obispo de Skálholt, ordenó a su sucesor en 1178 y Guðmundur ocupó ese cargo hasta 1197, cuando Jón Loftsson asumió el cargo. No hay certeza si la sucesión fue por fallecimiento o bien renuncia, ya que su nombre desaparece de los anales. 
Las sagas citan que Guðmundur fue el hombre más adecuado para el cargo, «un buen hombre y justo, gentil y poco ambicioso.»